# Маяк Кейп-Дисаппойнтмент
Маяк Кейп-Дисаппойнтмент (англ. Cape Disappointment Light) — маяк, расположенный на мысе Кейп-Дисаппойнтмент в устье реки Колумбия, округ Пасифик, штат Вашингтон, США. Построен в 1856 году. Автоматизирован в 1973 году. Старейший маяк штата.

## История
Река Колумбия — важнейшая водная артерия Северо-Запада США, потому маяк в её устье был построен раньше других маяков штата Вашингтон и был одним из первых восьми маяков на всём Западном побережье. 30 апреля 1882 года был заключён контракт стоимостью 31 000$ на его сооружение. Впоследствии сумма была увеличена еще на 7 500$. Строительство было завершено в 1856 году, и 15 октября того же года он был введён в эксплуатацию. Маяк представлял собой коническую кирпичную башню высотой 16 метров, на вершине которого была установлена линза Френеля первого поколения. Из-за особенностей рельефа дом смотрителя был построен на значительном расстоянии. Маяк также был снабжен противотуманным колоколом. В 1871 для смотрителя и двух его помощников был построен новый дуплекс, с одиннадцатью комнатами на каждой стороне. В 1898 на маяке заменили линзу первого поколения на линзу четвёртого поколения. Маяк был электрифицирован в 1837 году. Береговая охрана США планировала закрыть маяк в 1965 году, однако из-за протестов местных лоцманов его оставили в эксплуатации. В 1973 году маяк бы автоматизирован.